# Національна служба охорони здоров'я Великої Британії
Національна служба охорони здоров'я Великої Британії (NHS) — це термін для позначення державно фінансованих систем охорони здоров'я Сполученого Королівства, що включає NHS в Англії, NHS Шотландії та NHS Уельсу. Служба охорони здоров'я та соціального забезпечення в Північній Ірландії була створена окремо і часто називається на місцевому рівні «NHS». Перші три системи були створені в 1948 році (NHS Wales /GIG Cymru була заснована в 1969 році) в рамках масштабних соціальних реформ після Другої світової війни. Основоположними принципами були, що послуги повинні бути комплексними, універсальними та безкоштовними в момент надання. Кожна служба надає повний спектр медичних послуг, що надаються безкоштовно для резидентів Сполученого Королівства, окрім стоматології та оптики. В Англії пацієнти Національної служби охорони здоров’я повинні платити за рецептурні ліки; деякі, наприклад, ті, кому понад 60 років, або ті, хто отримує певні державні виплати, звільнені від цього. 
Разом у 2015–2016 роках у цих чотирьох службах працювало близько 1,6 мільйона осіб, а їхній сукупний бюджет становив 136,7 мільярда фунтів стерлінгів. У 2024 році загальна чисельність працівників сектору охорони здоров'я у Великій Британії становила 1 499 368 осіб, що робить його сьомим за величиною роботодавцем і другою за величиною невійськовою державною організацією у світі.
Під час закупівлі витратних матеріалів, таких як ліки, чотири медичні послуги мають значну ринкову силу, що впливає на світову ціну, зазвичай утримуючи ціни на низькому рівні. Невелика кількість продуктів закуповується спільно за контрактами, що укладаються між службами. Кілька інших країн безпосередньо покладаються на оцінки Великої Британії для прийняття власних рішень щодо відшкодування витрат на ліки, що фінансуються державою.

## Історія

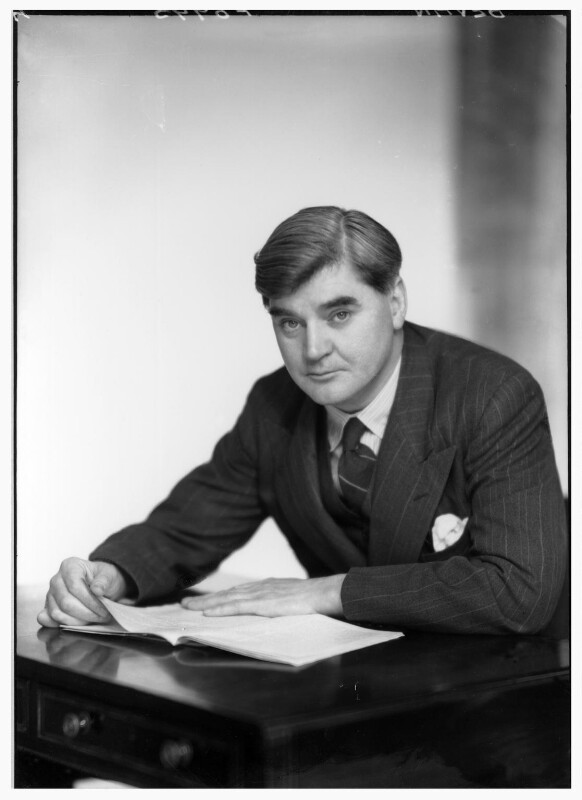
Анейрін Беван, засновник Національної служби охорони здоров'я

Заклики до «єдиної медичної служби» згадуються ще зі Звіту меншості Королівської комісії з питань закону про бідних у 1909 році.
Сомервілл Гастінгс, президент Соціалістичної медичної асоціації, успішно запропонував резолюцію на конференції Лейбористської партії 1934 року про те, що партія має бути віддана створенню державної служби охорони здоров'я.
Слідуючи рекомендації у звіті Беверіджа 1942 року щодо створення «комплексної медичної та реабілітаційної служби для профілактики та лікування захворювань», міжпартійний консенсус виник щодо запровадження певного типу Національної служби охорони здоров’я. Член парламенту від Консервативної партії та міністр охорони здоров'я Генрі Віллінк пізніше у 1944 році висунув цю ідею Національної служби охорони здоров'я у своїй консультативній Білій книзі «Національна служба охорони здоров'я», що була поширена в повному та скороченому варіантах серед колег, а також у кінохроніці.
Коли Лейбористська партія Клемента Еттлі перемогла на виборах 1945 року, ⁣ вона призначила Анейріна Бевана міністром охорони здоров'я. Після цього Беван розпочав те, що офіційний історик Національної служби охорони здоров'я Чарльз Вебстер назвав «зухвалою кампанією», щоб взяти під контроль форму, яку Національна служба охорони здоров'я зрештою набула. Національна служба охорони здоров'я Бевіна була запропонована у Вестмінстерському законодавстві для Англії та Уельсу від 1946 року та Шотландії від 1947 року, а також у Законі про громадські служби охорони здоров'я парламенту Північної Ірландії 1947 року. Національна служба охорони здоров'я Уельсу була відокремлена від Національної служби охорони здоров'я Англії у 1969 році, коли контроль над нею перейшов до Державного секретаря у справах Уельсу. 
Згідно з однією з історій Національної служби охорони здоров'я, «У деяких аспектах війна полегшила життя. В очікуванні масових втрат від повітряних нальотів, Служба екстреної медичної допомоги об'єднала муніципальні та добровільні лікарні країни в одну організацію-парасольку, показавши, що національна лікарняна служба можлива». Вебстер писав у 2002 році, що «Люфтваффе досягли за кілька місяців того, чого перемагали політиків та планувальників протягом щонайменше двох десятиліть.
Національна служба охорони здоров'я (NHS) виникла з ідеї, що охорона здоров'я має бути доступною для всіх, незалежно від рівня достатку. Хоча вільний доступ незалежно від багатства підтримував принцип безкоштовної охорони здоров'я для всіх, запропонований Генрі Віллінком, депутати-консерватори виступали за збереження місцевого управління Національною службою охорони здоров'я (NHS) через наявні домовленості з місцевими органами влади, побоюючись, що NHS, яка володітиме лікарнями національного масштабу, втратить особисті стосунки між лікарем і пацієнтом.
З перших днів свого існування культурна історія Національної служби охорони здоров'я (NHS) демонструвала її місце в британському суспільстві, що відображалося у фільмах, телебаченні, мультфільмах та літературі. Національна служба охорони здоров'я (NHS) займала помітне місце під час церемонії відкриття літніх Олімпійських ігор 2012 року в Лондоні, ⁣ яку режисерував Денні Бойл, і була описана як «установа, яка більше, ніж будь-яка інша, об'єднує нашу націю».

## Право на лікування
Деякі медичні послуги є безкоштовними для всіх, включаючи лікування у відділеннях невідкладної допомоги, реєстрацію у сімейного лікаря та відвідування його прийомів, лікування деяких інфекційних захворювань, обов'язкове психіатричне лікування та деякі послуги з планування сім'ї.
Кожен, хто проживає у Великій Британії, може користуватися послугами Національної служби охорони здоров'я (NHS) без необхідності сплачувати повну вартість послуг, хоча стоматологія та оптометрія NHS мають стандартні тарифи в кожній із чотирьох національних служб охорони здоров'я Великої Британії.  Більшість пацієнтів в Англії повинні платити за рецепти, хоча деякі пацієнти звільнені від цього.
Особи, які зазвичай не проживають у країні (включаючи громадян Великої Британії, які, можливо, сплачували внески до національного страхування в минулому), можуть бути змушені платити за послуги, за деякими винятками, такими як біженці. Пацієнтів, які не мають права на безкоштовне лікування, просять сплатити авансом або підписати письмову обіцянку оплатити лікування.
Існують деякі інші категорії осіб, які звільнені від вимог щодо проживання, такі як певні державні службовці, ті, хто служить у збройних силах, ⁣ розміщених за кордоном, та ті, хто працює за межами Великої Британії місіонерами в організації, головне місце діяльності якої знаходиться у Великій Британії.

## Фінансування
Національна служба охорони здоров’я фінансується коштом загальних податків та внесків до Національного страхування, а також близько 1% фінансування з плати пацієнтів за деякі послуги.
У 2022-2023 році Міністерство охорони здоров'я та соціального забезпечення витратило 181,7 мільярда фунтів стерлінгів на послуги в Англії. Понад 94% витрат було витрачено на зарплати та ліки.
У 2024-2025 році Національна служба охорони здоров'я Уельсу виділила 11,74 мільярда фунтів стерлінгів на охорону здоров'я та соціальне забезпечення, що становило 49% її бюджету.
У бюджеті Шотландії на охорону здоров'я та соціальне забезпечення на 2024/25 роки було закладено 19,5 мільярда фунтів стерлінгів.
У бюджеті Північної Ірландії на охорону здоров'я у 2024/25 році було виділено 7,3 мільярда фунтів стерлінгів.

## Персонал
Національна служба охорони здоров'я (NHS) є найбільшим роботодавцем у Європі, де кожен 25-й дорослий англієць працює в NHS. Найбільше працівників у медсестринському персоналі, який налічував понад 330 000 осіб, далі йшов клінічний допоміжний персонал – 290 000 осіб, науково-технічний персонал – 163 000 осіб, а лікарі – 133 000 осіб.

## Недоліки

### Фінансування та витрати
Фінансування Національної служби охорони здоров'я (NHS) потрапило під пильну увагу під час пандемії COVID-19.[джерело?]
У липні 2022 року газета The Telegraph повідомила, що аналітичний центр Civitas виявив, що витрати на охорону здоров'я у Великій Британії становлять близько 10 000 фунтів стерлінгів на домогосподарство. Вони заявили, що це третя за величиною частка ВВП серед усіх країн Європи, і стверджували, що Велика Британія «має одну з найдорожчих систем охорони здоров’я – і одну з найгірших результатів».[джерело?] Висновки були зроблені до того, як уряд значно збільшив витрати на охорону здоров'я, збільшивши національне страхування на 1,25% у квітні 2022 року. Civitas заявила, що «неконтрольовані» витрати на охорону здоров’я у Великій Британії зросли більше, ніж у будь-якій іншій країні, попри падіння національного доходу через пандемію COVID-19.
Лейбористський уряд, обраний у 2024 році, заявив, що його політика полягає в тому, що «Національна служба охорони здоров’я не працює». Вони оголосили про негайний аналіз поточних проблем, очолюваний колегою з Лейбористської партії лордом Ара Дарзі. Після цього мала відбутися розробка нового «10-річного плану» для Національної служби охорони здоров’я (NHS), який мав замінити Довгостроковий план NHS, опублікований у 2019 році.
Дослідження сигналізують про потенційне зростання вартості соціальної допомоги. Професор Хелен Стокс-Лемпард з Королівського коледжу сімейних лікарів сказала: «Це чудове свідчення медичних досліджень та Національної служби охорони здоров’я (NHS), що ми живемо довше, але нам потрібно забезпечити, щоб наші пацієнти жили довше та мали гарну якість життя. Для цього нам потрібен належним чином фінансований укомплектований сектор охорони здоров’я та соціального забезпечення, де загальна практика, лікарні та соціальна допомога працюють разом і добре спілкуються один з одним в найкращих інтересах надання безпечної медичної допомоги всім нашим пацієнтам».[джерело?]

### Працевлаштування та списки очікування

Працівники ЄС, що приєднуються до Національної служби охорони здоров'я Англії та звільняються з неї, щорічні коливання в абсолютних цифрах (2012–2017 рр.)

У червні 2018 року Королівський коледж лікарів підрахував, що до 2030 року кількість місць для медичної підготовки необхідно збільшити з 7500 до 15000, щоб врахувати, серед інших факторів, роботу за сумісництвом. На той час у Великій Британії працювало 47 800 консультантів, з яких 15 700 були лікарями. Близько 20% консультантів працюють менше повного робочого дня.
6 червня 2022 року газета The Guardian повідомила, що опитування понад 20 000 працівників першої лінії, проведене профспілкою медсестер та професійною організацією Королівським коледжем медсестер, показало, що лише чверть змін мала заплановану кількість зареєстрованих медсестер, що чергували.[джерело?]
У червні 2023 року було оголошено про відкладений довгостроковий план розвитку робочої сили Національної служби охорони здоров’я (NHS) щодо навчання лікарів та медсестер і створення нових посад у системі охорони здоров’я.

#### Психічне здоров'я
Кожен четвертий пацієнт у Великій Британії чекає понад три місяці, щоб звернутися до фахівця з психічного здоров'я Національної служби охорони здоров'я, а 6% чекають щонайменше рік. Національне аудиторське управління виявило, що заходи з охорони психічного здоров'я для дітей та молоді не задовольняють зростаючий попит, всупереч обіцянки збільшення фінансування. Наразі чверть молодих людей, які потребують послуг психічного здоров'я, можуть отримати допомогу від NHS. Міністерство охорони здоров'я та соціального забезпечення сподівається підвищити цей показник до 35%. Зусилля щодо покращення послуг у сфері психічного здоров'я можуть виявити раніше незадоволений попит.

### Інклюзія
У 2024 році деякі лікарні Національної служби охорони здоров'я вимагали від рентгенологів запитувати всіх пацієнтів чоловічої статі віком від 12 до 55 років, чи вагітні вони, з метою інклюзивності. Це отримало значне висвітлення в ЗМІ.

## Помилки у догляді
У звіті державного дослідницького університету Імперського коледжу Лондона за 2024 рік зазначається, що Національна служба охорони здоров'я витрачає 14,7 млрд фунтів стерлінгів на рік на лікування пацієнтів в Англії, які постраждали внаслідок помилок у догляді.

## Зовнішні посилання
- Офіційний вебсайт Національної служби охорони здоров'я Англії
- Офіційний вебсайт Національної служби охорони здоров'я Шотландії
- Офіційний вебсайт Національної служби охорони здоров'я Уельсу
- Офіційний вебсайт охорони здоров'я та соціального забезпечення в Північній Ірландії